# Valperga (Roman)

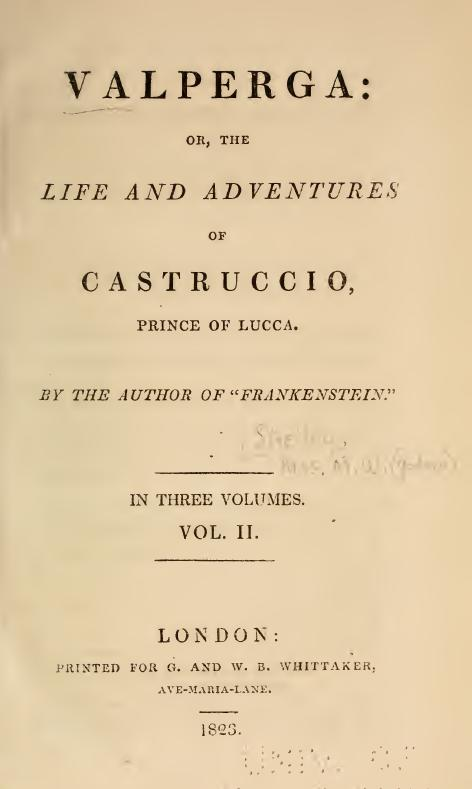
Titelseite des zweiten Bands von Valperga

Valperga, or the Life and Adventures of Castruccio, Prince of Lucca ist ein 1823 erschienener Roman der britischen Autorin Mary Shelley. Mary Shelleys ursprünglicher Titel ist heute der Subtitel des Romans. Der Name „Valperga“ wurde von ihrem Vater William Godwin ausgewählt, der zwischen 1821 und Februar 1823 die Erzählung seiner Tochter für die Veröffentlichung vorbereitete. Seine Überarbeitung unterstreicht die Bedeutung der weiblichen Protagonistin und kürzt den Roman etwas ein.

## Handlung
Valperga ist ein historischer Roman, der die Erlebnisse des Condottiere und Herzogs von Lucca, Castruccio Castracani, erzählt. Castracani war Herrscher über Lucca und eroberte kurzzeitig Florenz. Im Roman bedroht seine Armee die fiktive Festung Valperga, die von der Gräfin Euthanasia beherrscht wird. Es ist die Frau, in die er verliebt ist. Er zwingt sie, zwischen ihren Gefühlen für ihn und ihrer politischen Freiheit zu entscheiden. Sie wählt die politische Freiheit und damit gleichzeitig ihren eigenen Tod.

## Aspekte
Die radikale Romantikerin Mary Shelley adressiert in ihrem Roman, der im Mittelalter spielt, tatsächlich ein Thema des postnapoleonischen Europas. Es geht um die Rechte von Gemeinden angesichts imperialistischer Mächte. Mary Shelley lehnt die als männlich charakterisierten Willen zur Macht von Castruccio ab und beschreibt in Euthanasias Herrschaft über Valperga, die auf Vernunft und Einsehen gründet, eine weibliche Alternative. Nach Ansicht des jüngsten Herausgebers von Valperga, Stuart Curran, ist Mary Shelleys Roman eine weibliche Antwort auf den von Walter Scott begründeten historischen Roman, der meist eine männliche Sichtweise der Geschichte darstellt. Heutige Literaturwissenschaftler belegen mit diesem Roman immer wieder Mary Shelleys grundsätzlich republikanische Ansichten und ihr Interesse an Fragen von Moral in der Politik.

## Rezeption
Valperga wurde bei seinem Erscheinen wohlwollend aufgenommen, aber meist als Liebesgeschichte verstanden. Die zugrunde liegende Auseinandersetzung mit einem zum Zeitpunkt des Erscheinens aktuellem politischen Thema wurde übersehen. Der Roman wurde zu Lebzeiten Mary Shelleys nur einmal aufgelegt und sie merkte später an, dass dem Roman niemals „faire Chancen“ eingeräumt worden seien. Die heutige Literaturwissenschaft würdigt an dem Roman seine überlegte Erzählstruktur und seine authentische Detailtiefe. Im Rahmen ihrer Arbeit an dem Roman betrieb Mary Shelley ausführliche historische Studien und suchte die Orte der Handlung auf.

## Nachweise